# 857
Раннє Середньовіччя •  Епоха вікінгів •  Золота доба ісламу •  Реконкіста

## Геополітична ситуація
У Східній Римській імперії триває правління Михаїла III. Володіння Каролінгів розділені на п'ять королівств: Західно-Франкське королівство, Східно-франкське королівство, Лотарингію, Італію та Прованс. Північ Італії належить Італійському королівству, Рим і Равенна під управлінням Папи Римського, герцогства на південь від Римської області незалежні, деякі області на півночі та на півдні належать Візантії. Піренейський півострів, окрім Астурійського королівства та Іспанської марки, займає Кордовський емірат. Вессекс підпорядкував собі більшу частину Англії, почалося вторгнення данів. Існують слов'янські держави: Перше Болгарське царство, Велика Моравія, Блатенське князівство.
Аббасидський халіфат очолив аль-Мутаваккіль. У Китаї править династія Тан. Значними державами Індії є Пала, Пратіхара, Чола. В Японії триває період Хей'ан. Хозарський каганат підпорядкував собі кочові народи на великій степовій території між Азовським морем та Аралом. Територію на північ від Китаю захопили єнісейські киргизи.
На території лісостепової України в IX столітті літописці згадують слов'янські племена білих хорватів, бужан, волинян, деревлян, дулібів, полян, сіверян, тиверців, уличів. У Північному Причорномор'ї співіснують різні кочові племена, зокрема булгари, хозари, алани, тюрки, угри, кримські готи. Херсонес Таврійський належить Візантії. Аскольд і Дір, можливо, вже правлять у Києві.

## Події
- Кирило і Мефодій вирушили до хозар проповідувати християнство.
- Михаїл III, імператор Візантії, під впливом свого дядька Варди виганяє свою матір Теодору з держави. Як наслідок — Варда стає наймогутнішою людиною в імперії.
- В Японії контроль над державними справами взяв у свої руки рід Фудзівара.
- Вікінги знову піднялися вгору Луарою до Орлеана і повернули назад із награбованим. Вони також втретє напали на Париж і пограбували кілька абатств, зокрема Сен-Жермен-де-Пре та Сен-Дені.
- Королем Бретані після вбивства свого двоюрідного брата Еріспое проголосив себе Саломон.

## Народились
- Чхве Чхівон, корейський філософ і поет

## Померли
- Дає Лджін, король держави Бохай
- Зірйаб, арабський музикант (співак, композитор, виконавець на арабській лютні — уде, педагог, музичний теоретик), поет (* 789)